# Верспа Оита
«Верспа Оита» (яп. ヴェルスパ大分, англ. Verspah Oita) — японский футбольный клуб из города Юфу, в настоящий момент выступает в Японской футбольной лиге, четвертом по силе дивизионе страны.

## История
Клуб был основан в 2003 году под названием «ФК Хоё Сукарабу». В 2005 году он поменял его на «Хоё Атлетико Клуб Элан Оита». В течение долгого времени клуб играл в Региональной лиге Кюсю. Команда содержится за счёт компании «Hoyo Group», производителя цифровых камер и автозапчастей, расположенной в близлежащем городе Кунисаки. В 2011 году выиграв чемпионат в Региональной лиге Кюсю и добившись успеха в матчах плей-офф Региональных лиг команда добилась продвижения в Японскую Футбольную Лигу. В 2013 году клуб был переименован в «Верспа Оита».

## Результаты в Японской футбольной лиге
- 2012: 15-е